# Geografia del Lussemburgo
49°45′N 6°10′E

Confinante a nord e a ovest con il Belgio, a sud con la Francia e a est con la Germania, il Lussemburgo è uno Stato dell'Europa centrale con capitale Lussemburgo.

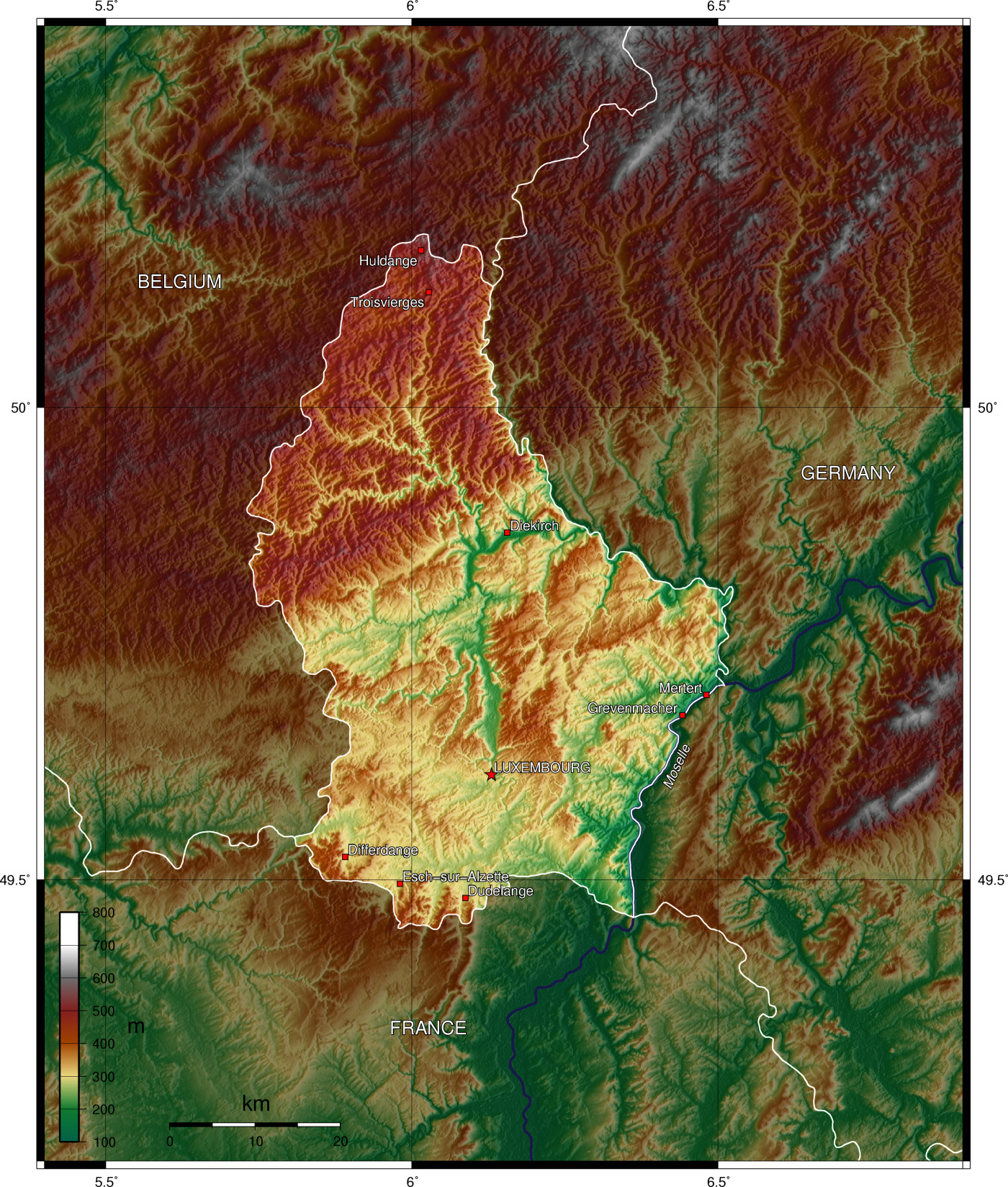
Rilievi

## Dati generali
Area:
Totale:
2.586 km²

Terra:
2.586 km²

Acque:
0 km² (area d'acqua non considerata)
Confini
Totale:
359 km

Paesi confinanti:
Belgio 148 km, Francia 73 km, Germania 138 km
Linea di costa:
0 km (senza sbocco sul mare)
Punti estremi
Punto più basso:
Fiume Mosella presso Wasserbillig, 133 m

Punto più alto:
Kneiff a Troisvierges, 560 m

## Clima
Clima continentale, con inverni miti ed estati fresche.

## Fiumi e laghi
Il fiume più importante è il Sûre (160 Km dei 173 totali in Lussemburgo), affluente della Mosella (37 Km il tratto lussemburghese, tutto sul confine con la Germania, totale 545 Km); diversi i bacini lacustri, ma di dimensioni limitate, il maggiore è artificiale (lungo il corso della Sûre), il Lac de la Haute-Sûre (3,8 Km²).

## Morfologia
Pianori leggermente ondulati con larghe valli; le colline si trasformano in montagne dolci nel nord, la pianura si abbassa verso il bacino del fiume Mosella nel sud-est.
Punti estremi
Punto più basso:
Fiume Mosella presso Wasserbillig, 133 m

Punto più alto:
Kneiff a Troisvierges, 560 m

## Risorse naturali
Principalmente Ferro e terre arabili.

## Utilizzo delle terre
Terre arabili: 65%

Raccolti permanenti:
94%

Pascoli permanenti:
28%

Foreste:
29%

Altro:
94%

## Terre irrigate
10 km² (incluso il Belgio - stima del 1993).